# Nendeln
Nendeln ist ein Ortsteil der Gemeinde Eschen im Fürstentum Liechtenstein. Die zwei Ortsteile Eschen und Nendeln bilden den Hauptort des Liechtensteiner Unterlandes. Mit 4629 Einwohnern, davon zählen Eschen 3222 und Nendeln 1407 (Stand: 31. Dezember 2023), und einer Fläche von 10,333 km² ist Eschen die grösste Unterländer Gemeinde.

## Geographie
Nendeln liegt östlich des Riets, am flachen Hangfuss des Dreischwesternmassivs zwischen Nendler Rüfe und Maurer Rüfe, am östlichen Rand des weiten Rietgebietes südlich des Eschnerbergs, an der Strasse und Bahnlinie Schaan-Feldkirch. Nach oben und zu beiden Seiten (Süd und Nordost) ist es von Wald eingerahmt; der Blick auf das Riet und gegen Eschen hin ist frei. Östlich über Nendeln sind die Fundamente einer römischen Villa ausgegraben worden.

## Geschichte

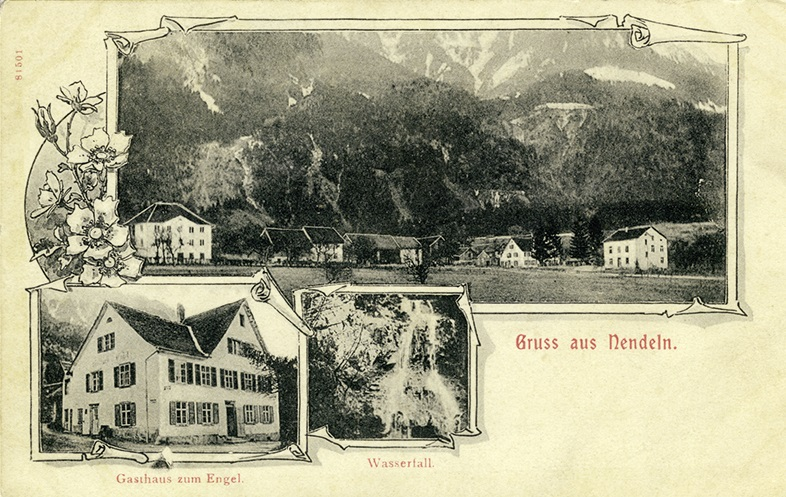
Ansicht vom Dorf, Gasthaus zum «Engel» und Wasserfall, um 1900

In schriftlichen Belegen vom 14. bis zum 18. Jahrhundert ist nicht der Begriff «Nendeln», sondern der Terminus «Nendlen» anzutreffen (vgl. die Dialektform «Nendla»); in schriftlichen Belegen aus dem 15. und 16. Jahrhundert ausserdem die Form «Endlen» oder «Änndlen». Zum Ursprung des Ortsnamens «Nendeln» liegen keine gesicherten Erkenntnisse vor. Von den meisten Sprachforschern wird der Ortsname «Nendeln» im Zusammenhang mit dem keltischen «Nantu» gesehen: «Nantiolon» (Talfeld) oder «Nantuialo» (Tallichtung). Wenig wahrscheinlich ist die Herkunft vom germanischen Personennamen «Nandilo». Neuere Erkenntnisse seitens der Germanisten oder Keltologen liegen nicht vor.

## Wirtschaft und Infrastruktur
Der Hilti-Konzern ist in Nendeln vertreten. In Nendeln gibt es eine Kunstschule. Der Ort hat einen Bahnhof an der Bahnstrecke Feldkirch–Buchs; im Rahmen des Projektes S-Bahn-Liechtenstein war ein Ausbau der Bahnstrecke auf durchgehende Doppelspur von der Staatsgrenze zu Österreich bis südlich von Nendeln geplant, um ein 30-Minuten-Intervall mit verbesserten Anschlussmöglichkeiten an den Eisenbahnfernverkehr (Railjet, Intercity und ÖBB Nightjet) zu ermöglichen.

## Sehenswürdigkeiten
- Kirche St. Sebastian und Rochus Nendeln. Die Kapelle in Nendeln wurde im Pestjahr 1639 erbaut und von Wolf und Maria Senti finanziert. 1941 wurde sie abgebrochen. Die Grundsteinlegung für die neue Kapelle war am 10. Juni 1935. Pläne und Ausmalung stammen von F. Brutschin aus Schwyz. Von der alten Ausstattung sind noch die Fragmente des Hochaltars von 1639 erhalten.
- Die Grundmauern eines römischen Gutshofes.

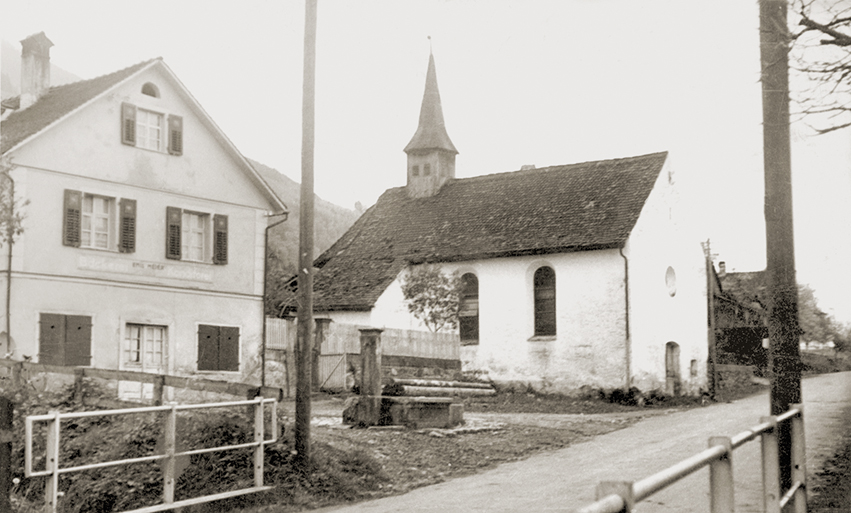
Ehemalige Kapelle St. Sebastian, erbaut im Pestjahr 1639

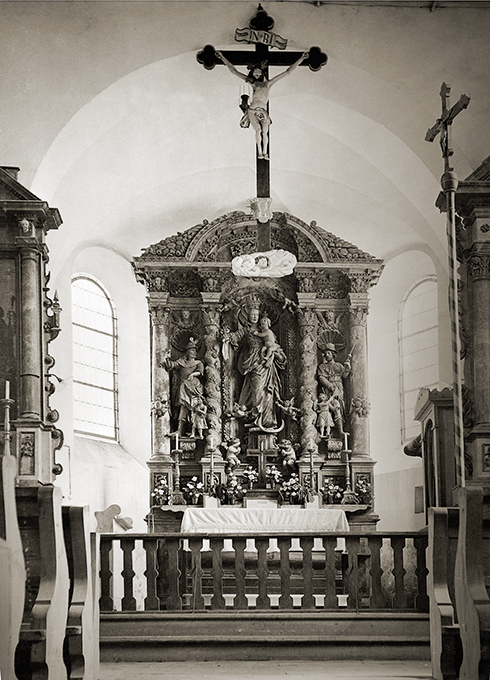
Hochaltar in alter Kapelle

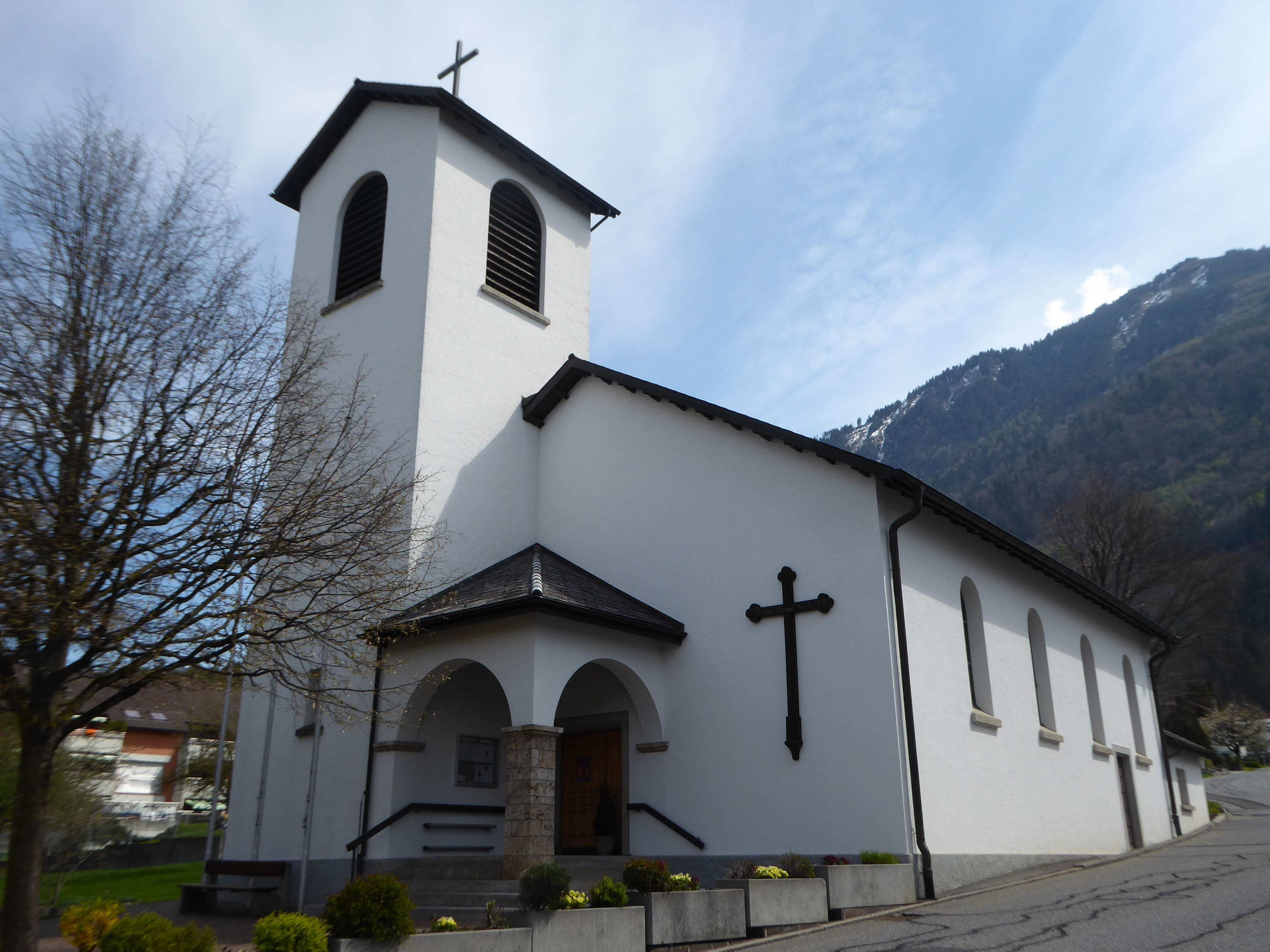
Heutige Kapelle aus dem Jahr 1935

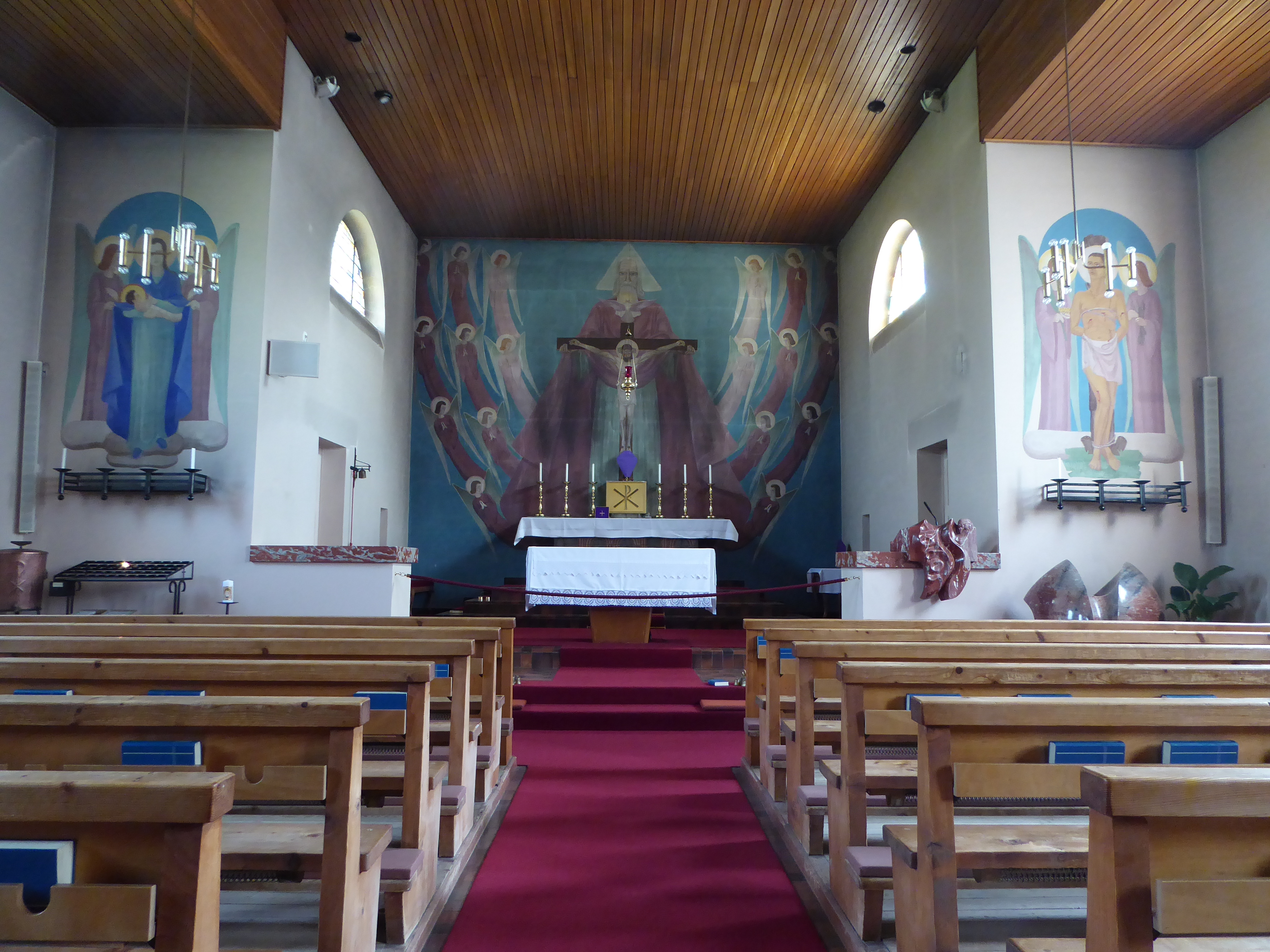
Innenraum der Kapelle St. Sebastian, Taufstein Hugo Marxer